# Ornithochilus
 Ornithochilus es un género con sólo 9 especies de orquídeas epífitas monopodiales de la subtribu Aeridinae de la  familia (Orchidaceae). Comprende 12 especies descritas y de estas, solo 3 aceptadas. Se encuentran en los Himalayas,  Birmania, Tailandia,  Laos, Vietnam, y Hong Kong en bosques de montaña hasta los 1600 m s. n. m.

## Hábitat
Estas especies son epífita monopodiales se encuentra en los Himalayas, Birmania, Tailandia, Laos, Vietnam, y Hong Kong en bosques de montañas hasta los 1600 m s. n. m.

## Descripción
Esta planta es pequeña epífita monopodial que se desarrolla en clima cálido o frío, florece en la primavera o a principio de verano, y otra vez en invierno en una rama de inflorescencia arqueada, de muchas flores y de unos 45 cm, tan larga o más que las hojas.

## Taxonomía
El género fue descrito por (Lindl.) Benth. y publicado en Genera Plantarum 3: 478, 581. 1883.
Etimología
Ornithochilus: nombre genérico que procede del griego: "ornis" = "pájaro" ; " chilus" = "ala"; referido al labelo que se dobla hacia arriba  y parece el ala de un pájaro. 

## Especies aceptadas
A continuación se brinda un listado de las especies del género Ornithochilus aceptadas hasta marzo de 2013, ordenadas alfabéticamente. Para cada una se indica el nombre binomial seguido del autor, abreviado según las convenciones y usos.
- Ornithochilus difformis (Wall. ex Lindl.) Schltr.
- Ornithochilus moretonii F.M.Bailey
- Ornithochilus yingjiangensis Z.H.Tsi